# Ле Пе, Николь
Николь Ле Пе (фр. Nicole Le Peih) — французский политик, депутат Национального собрания Франции.

## Биография
Родилась 28 сентября 1959 года в Понтиви (департамент Морбиан). Начала свою трудовую деятельность в сети дорогих отелей в Киброне, Шартре и Париже. В течение нескольких лет работала помощником менеджера по продажам в компании Lerial в Локмине, департамент Морбиан. После того, как компания разорилась в 1989 году, она вместе со своим мужем основала фермерский бизнес по выращиванию домашней птицы и крупного рогатого скота.
Николь Ле Пе начала свою политическую карьеру в 2001 году, когда она была избрана в муниципальный совет коммуны Бо. Она переизбиралась в этот совет в 2008 и 2014 годах, и в 2008–2018 годах занимала пост вице-мэра. В 2015 году по левому списку Жана-Ива Ле Дриана была избрана в Региональный совет Бретани, где заняла пост вице-председателя Комиссии по устойчивому развитию и внутренним водным путям.
В 2016 году Николь Ле Пе присоединилась к движению «Вперёд!» Эмманюэля Макрона. На выборах в Национальное собрание в 2017 году она становится кандидатом движения «Вперёд, Республика!» по третьему избирательному округу департамента Морбиан. Во втором туре получила 66,10 % голосов и была избрана депутатом Национального собрания.
В Национальном собрании стала членом Комиссии по иностранным делам. Вместе с шестнадцатью другими парламентариями в декабре 2021 года она подписала соглашение о создании форума по будущим вызовам для Европы в рамках председательства Франции в Европейском Союзе.
На выборах в Национальное собрание в 2022 году Николь Ле Пе вновь баллотировалась в третьем округе департамента Морбиан от президентского большинства и сохранила мандат депутата, набрав во втором туре 56,6 % голосов. В новом составе Национального собрания стала членом Комиссии по экономике.

## Занимаемые должности
03.2001 — 03.2008 — член муниципального совета коммуны Бо 
 
03.2008 — 2018 — вице-мэр коммуны Бо 
 
с 14.12.2015 — член Регионального совета Бретани 
 
с 18.06.2017 — депутат Национального собрания Франции от 3-го избирательного округа департамента Морбиан